# 自由广场 (哈尔科夫)

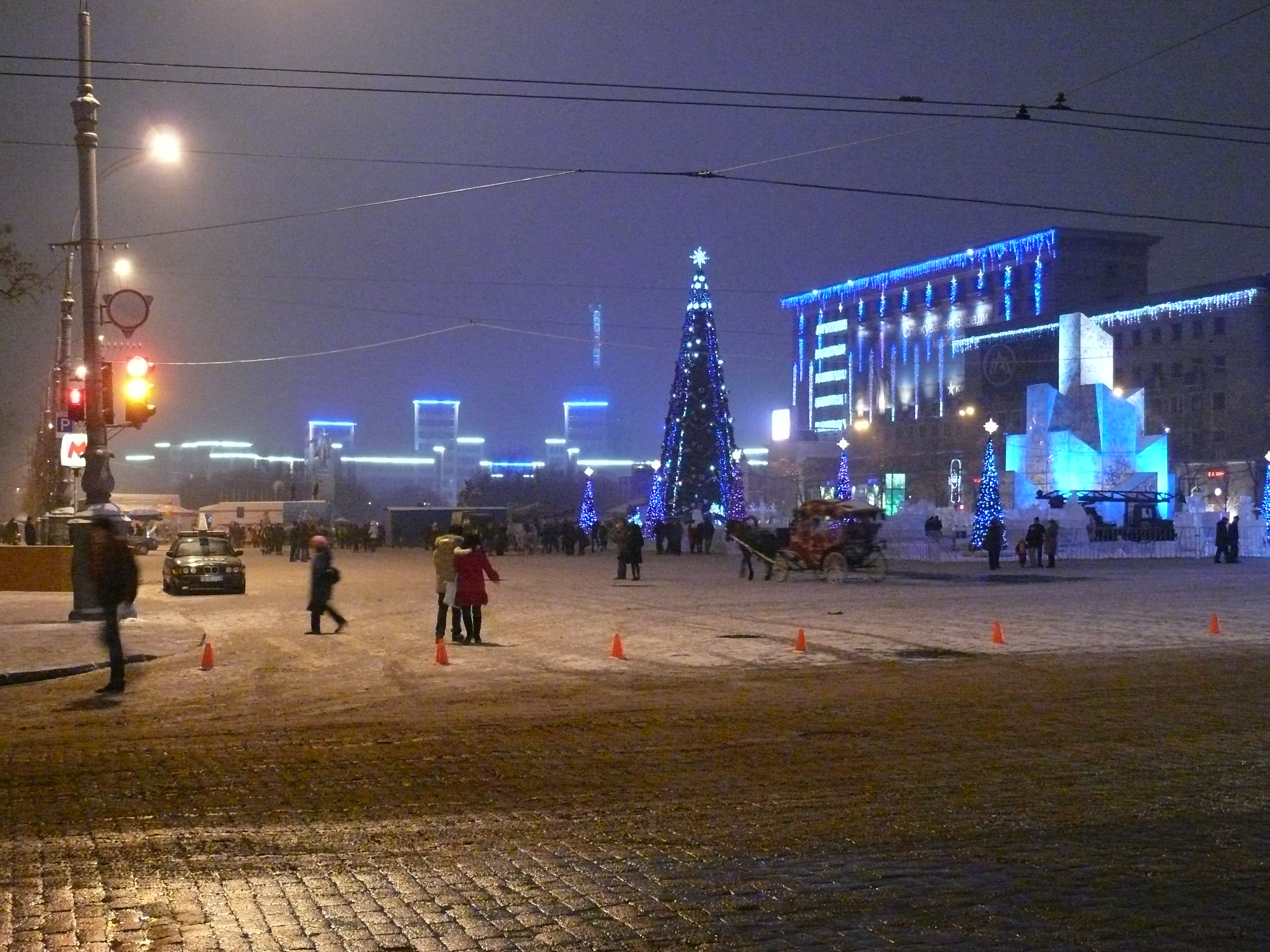
01/01/2009

自由广场（羅馬化：Ploshcha Svobody）是乌克兰東北部城市哈尔科夫的一个广场，欧洲第三大城市广场。此处原以前苏联秘密警察契卡（克格勃前身）的创始人费利克斯·捷尔任斯基的名字命名为捷尔任斯基广场，而且納粹德國佔領期間也2次改名，1991年，苏联瓦解，乌克兰独立后，更名为自由广场。
广场的主体部分西到列宁塑像（2014年被推倒），东到蘇梅街，北到哈尔科夫饭店，南到舍甫琴科公园。广场长690-750米，宽96-125米，总面积11.6公顷，一说11.9公顷，哈尔科夫州政府大樓就位于广场附近。
2022年3月1日，广场及周边地区被俄罗斯导弹击中。

## 另見
- 國家工業大樓